# MÁV 460 sorozat
A ČSD 423.0 sorozat egy univerzális mellékvonali szertartályosgőzmozdony-sorozat volt az egykori Csehszlovák Államvasutaknál (ČSD). A sorozat teljesítménye révén a "Nagy Bika" becenevet kapta. A második világháború kapcsán 9 példány MÁV állományba került, ahol a 460 sorozatba osztották őket.